# Musher

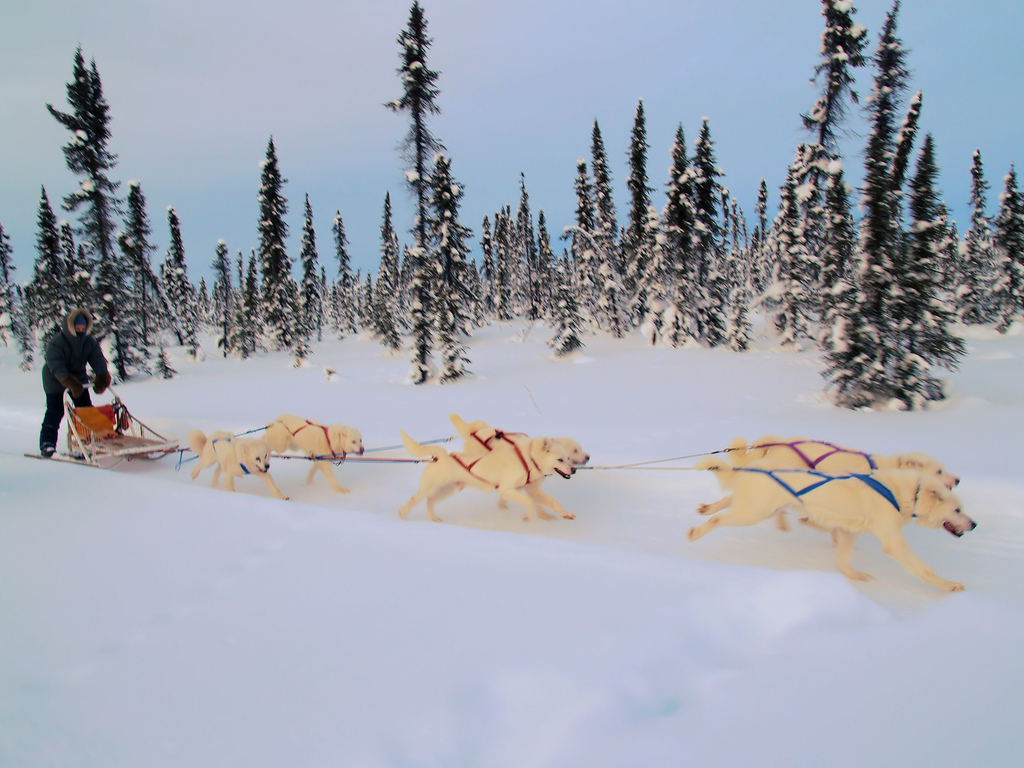
Un musher con una muta di sei cani.

Il musher è il conducente di una muta di cani da slitta. L'origine del nome deriva al fatto che, per far avanzare gli animali, il musher utilizza il termine inglese mush (avanti, in italiano)
Da musher deriva il termine mushing che contraddistingue l'attività di effettuare escursioni con cani da slitta. Attualmente la forma di mushing che trova più risonanza mediatica è la corsa con i cani da slitta, ma il mushing può essere praticato anche in forma non organizzata e non competitiva, come semplice attività ricreativa all'aria aperta. La variante del termine "mushing" è il termine "sleddog" (dall'inglese "sled" - slitta e "dog" - cane ).